# Гольштейн, Амалия София
Амалия София Гольштейн (дат. Amalie Sophie Holstein, 1748—1823) — датская дворянка и придворная дама.

## Биография
Амалия София родилась в 1748 г. Она была дочерью Шака фон Бухвальда тиль Йоханнисдорф и Элеоноры Элизабет фон Плессен. В 1763 г. она вышла замуж за придворного, графа Ульрика Адольфа Гольштейна. В 1765 г. её мужа назначили было датским послом в Берлине, но Амалия София не хотела оставлять Данию и на балу уговорила короля Фредерика V отправить в Пруссию послом другого, и подобное её вмешательство в государственные дела стало скандалом. В итоге король назначил Ульрика Гольштейна на должность датской глубинке, которая, как сообщается, стала для супругов фон Гольштейн куда менее приятным местом, чем они желали.
Амалия София приходилась кузиной Иде Хедевиге Мольтке, а её родственница Шарлотта Гольштейн была старшей фрейлиной королевы Каролины Матильды. По рекомендации подруги королевы Кристины Софии фон Гелер муж Амалии Софии получил пост в Копенгагене от Иоганна Струэнзе, фаворита и любовника Каролины Матильды, что позволило супругам фон Гольштейн вернуться к королевскому двору. Амалия София стала одной из ведущих придворных дам. Вместе с Анной Софией Бюлов и Кристиной Софией фон Гелер она осталась известной в истории как одна из трёх граций датского королевского двора.
Современники описывали Амалию Софию как женщину с хорошим характером, дружелюбную, добрую и с чувством юмора, хоть и немного полную, а также симпатизировавшую тем, с кем она была знакома. В те времена при датском дворе не считалось чем-то зазорным кроме законного супруга открыто иметь и любовника. У Амалии Софии были отношения с Эневольдом Брандтом, который использовал свою близость к королю для решения проблем с карточными долгами. Вероятно, по этой причине Эневольд Брандт был вынужден покинуть пост помощника короля. Муж Амалии Софии оказался неспособен к политической деятельности, и хотя ни он сам, ни Амалия София не нравились Струэнзе, он оставил фон Гольштейнов при дворе ради Брандта.
Когда в январе 1772 г. Струэнзе был низложен и арестован, фон Гольштейны покинули королевский двор уже окончательно. В 1775 г. Амалия София родила единственного ребёнка, в 1789 г. овдовела. Умерла в 1823 г.